# Rebiya Kadeer
Rebiya Kadeer is een politica en een Oeigoers mensenrechtenactiviste en een separatist.

## Biografie
Kadeer werd geboren in een arme familie, maar zij had een succesrijke carrière als zakenvrouw. Ze begon met een wasserette, maar breidde haar activiteiten later uit met een handelsmaatschappij en een warenhuis in de tot de Volksrepubliek China behorende en overwegend door Oeigoeren bewoonde autonome regio Xinjiang, die door de Oeigoerse bevolking liever "Oost-Turkestan" wordt genoemd. 'Oost-Turkestan' heeft voor China een separatistische connotatie. Ze was ook actief als filantrope binnen haar eigen gemeenschap, onder meer door de oprichting van een microkrediet-project, dat Oeigoerse vrouwen helpt bij het beginnen van een eigen bedrijfje.
Haar succes als zakenvrouw vormde voor de Chinese autoriteiten een reden om haar tot een van de afgevaardigden te benoemen op de Vierde Internationale Vrouwenconferentie van de Verenigde Naties, die in 1995 te Peking werd gehouden. Ze werd ook lid van de Politieke Raadgevende Conferentie van de Volksrepubliek China, maar de autoriteiten blokkeerden in 1998 haar herverkiezing, omdat zij weigerde haar echtgenoot, Sidik Rouzi, te veroordelen, die naar de Verenigde Staten was uitgeweken, waar hij uitspraken deed die het regime niet welgevallig waren.
In augustus 1999 werd Kadeer in Ürümqi, de hoofdstad van Sinkiang, door de autoriteiten van de Volksrepubliek China gearresteerd en tot 8 jaar gevangenisstraf veroordeeld op beschuldiging van het "laten uitlekken van staatsgeheimen", omdat zij krantenknipsels had opgestuurd naar haar naar de Verenigde Staten uitgeweken echtgenoot, die daar werkzaam was voor de uitzendingen in de Oeigoerse taal van "Radio Free Asia", waarin hij het Chinese beleid ten aanzien van het Oeigoerse volk scherp veroordeelde. Kadeer werd gearresteerd, toen zij op het punt stond een delegatie van het Amerikaans Congres te ontmoeten, die een onderzoek deed naar de situatie in Xinjiang. Beweerd werd dat zij in het bezit was van een lijst met de namen van 10 personen die "verdacht werden van separatistische strevingen".
In 2004 werd haar straf, wegens goed gedrag in de gevangenis, met een jaar verminderd.
Op 14 maart 2005 werd zij vervroegd in vrijheid gesteld, volgens de officiële versie om gezondheidsredenen, maar in feite op aandrang van de Verenigde Staten, die bij monde van Condoleezza Rice krachtig hierop hadden aangedrongen. Van de zes jaar die zij in de gevangenis doorbracht, had zij twee jaar doorgebracht in een volledig donkere cel. Kadeer verklaarde later dat de bewakers haar niet durfden te martelen vanwege het feit dat haar situatie daarvoor te bekend was in de internationale gemeenschap.
Haar invrijheidsstelling ging vergezeld van een verbanning uit eigen land: op 17 maart 2005 werd zij op een vliegtuig gezet naar de Verenigde staten, waar haar echtgenoot en enkele van haar 11 kinderen reeds woonden. Vijf of zes van haar kinderen wonen nog in Xinjiang, waar zij in feite gijzelaars van de Chinese regering zijn om het "goede gedrag" van Rebiya Kadeer te verzekeren.
Rebiya Kadeer is thans voorzitter van de "International Uyghur Human Rights and Democracy Foundation".
De mensenrechtenorganisaties Amnesty International en Human Rights Watch zijn minder tevreden over het feit dat de Verenigde Staten in ruil voor de vrijlating van Rebiya Kadeer een voorstel hebben ingetrokken voor een VN-resolutie, waarin de wijze waarop de Chinese autoriteiten de minderheidsvolkeren in China behandelen scherp zou worden bekritiseerd.
Kadeer werd in 2004 onderscheiden met de Noorse Thorolf Rafto-prijs.